# Circoniscus apeuensis
Circoniscus apeuensis är en kräftdjursart som först beskrevs av Lemos de Castro 1967.  Circoniscus apeuensis ingår i släktet Circoniscus och familjen Scleropactidae. Inga underarter finns listade i Catalogue of Life.